# NK Zagorje
Nogometni klub Zagorje (tiếng Việt: Câu lạc bộ bóng đá Zagorje), thường hay gọi NK Zagorje hoặc đơn giản Zagorje, là một câu lạc bộ bóng đá Slovenia thi đấu ở thị trấn Zagorje ob Savi. Đội bóng thi đấu ở Regional Ljubljana League, giải bóng đá cao thứ tư ở Slovenia. Câu lạc bộ được thành lập năm 1923. Câu lạc bộ có mối kình địch lâu dài với NK Rudar Trbovlje, còn được gọi là derby Zasavje.